# Aéroport de Kasaba Bay
L'aéroport de Kasaba Bay est un aéroport situé en Zambie.